# ヴォーグ (曲)
『ヴォーグ』（英：Vogue）はマドンナの楽曲。1990年に発表されたアルバム『アイム・ブレスレス』から先行発売された1枚目のシングルである。

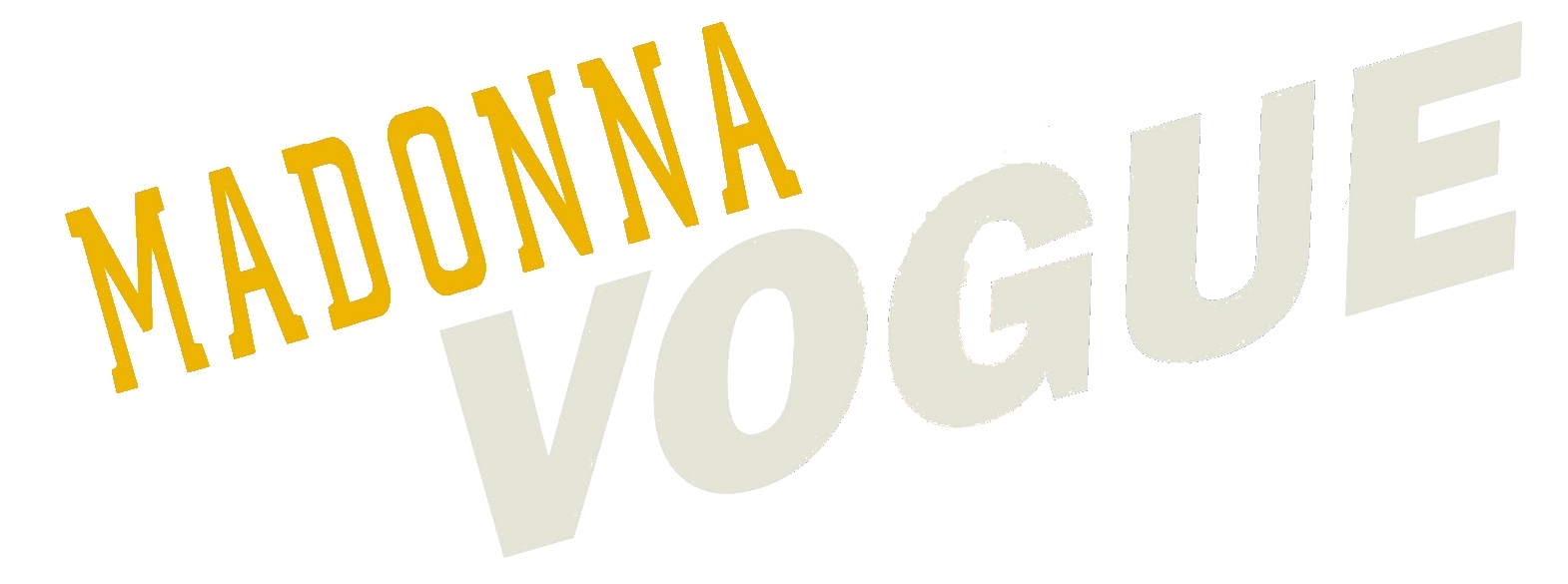

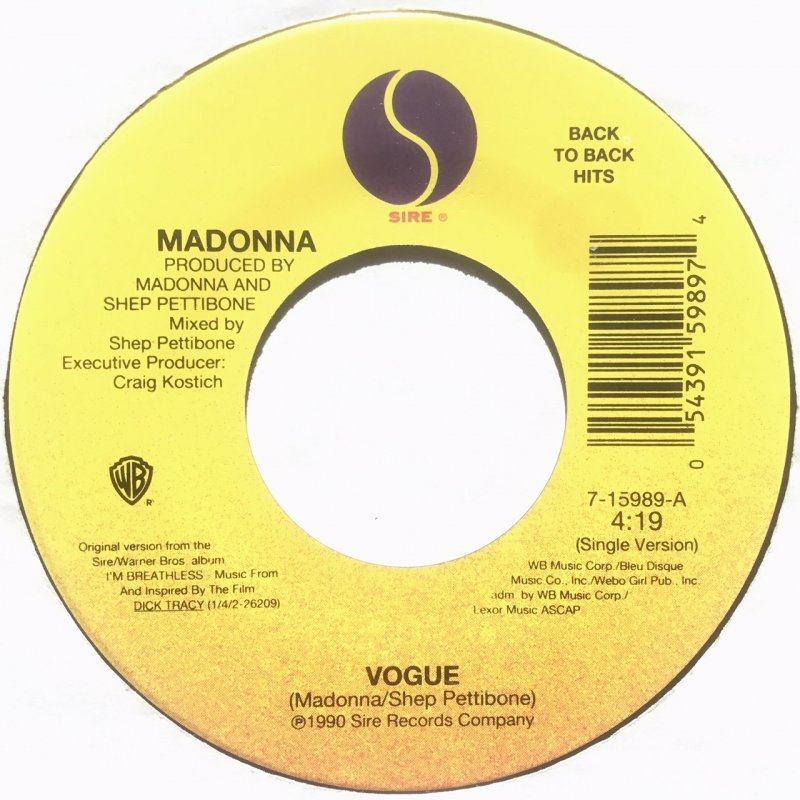

## 解説
ポップ・ミュージック史に残るダンス・クラシックとして知られるマドンナの「ヴォーグ」は、本国アメリカにおいて、マドンナ最大のヒット曲であるだけでなく、当時メインストリームに席巻していたハウス・ミュージックを代表する一曲としても知られている。また本作は当時ニューヨークのサブカルチャーに生まれたダンス・ムーブメントであった「ヴォーギング」を一躍世界中に流布する火付け役となる。「ヴォーグ」はマドンナの経歴にとって重要な作品であり、その後の彼女の音楽的な進路を変える大きな基軸となる楽曲である。
マドンナは楽曲中でラップを披露している。グレタ・ガルボ、マリリン・モンロー、マレーネ・ディートリヒ、ジョー・ディマジオ、マーロン・ブランド、ジェームズ・ディーン、グレース・ケリー、ジーン・ハーロウ、ジーン・ケリー、フレッド・アステア、ジンジャー・ロジャース、リタ・ヘイワース、ローレン・バコール、キャサリン・ヘプバーン、ラナ・ターナー、ベティ・デイヴィスの名を挙げ、古き良きアメリカの文化を礼賛している。
1990年のMTV Video Music Awardsではマリー・アントワネットに扮してこの曲のパフォーマンスを行った、このパフォーマンスはVHS、LD、DVDで発売されたMV集『ベスト・ヒット・コレクション』("The Immaculate Collection") に収録されているほか、マドンナのオフィシャルYouTubeチャンネルでも公開されている。

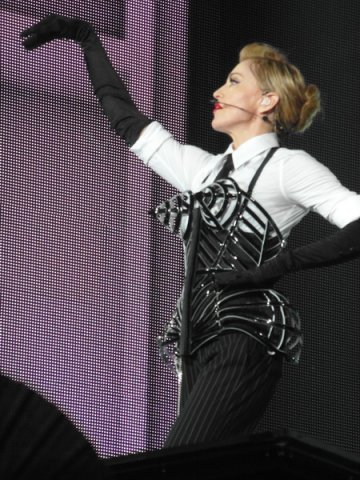
「MDNA Tour(2012年)」(バルセロナ)で『ヴォーグ』を歌うマドンナ。着用しているのはジャン＝ポール・ゴルチエデザインのコ－ン・コルセット。

2015年のアルバム『レベル・ハート』に収録されている「ホーリー・ウォーター」では本楽曲が引用されている。
2022年にはビヨンセが自身の曲「ブレイク・マイ・ソウル」に本曲を用いたリミックス（"The Queens Remix"）を発表、ラップ部分ではオリジナルのハリウッドスター達の名前に代わってマドンナと有名な黒人女性アーティストの名前を羅列している。

## 背景
本作が楽曲として誕生し、シングルとして発表されるに至ったのは、ほとんど偶然と言える。1989年、本国アメリカで発表されたシングル「オー・ファーザー」はビルボード・チャートで第20位にとどまることになり、1983年以来の連続トップテン記録が17曲で途絶えた。これにより、次のシングルである「キープ・イット・トゥゲザー」のチャートでの不発を危惧したワーナー・ブラザース・レコードは、シングル「キープ・イット・トゥゲザー」のB面に新曲を収録して発売することを提案し、マドンナにその新曲を作曲することを依頼するのである。出来上がった楽曲「ヴォーグ」は、「キープ・イット・トゥゲザー」の発売に間に合わせるために、かなり短期間で書き上げられた作品であると言われる。しかしデモを聞いたワーナーの重役達は、曲の出来に驚いたと言われ、B面として発表するのを惜しみ、シングルとして発表することをマドンナに薦めたのである。

### シェップ・ペティボーンとハウス
本作の作曲パートナーには、古くには「イントゥ・ザ・グルーヴ」のミックスから「エクスプレス・ユアセルフ」そして「キープ・イット・トゥゲザー」でのシングル・ミックスを担当したシェップ・ペティボーンが起用された。シェップ・ペティボーンはニューヨークのクラブ・シーンではすでに名を挙げていたDJであり、ポップ界におけるハウス・ミュージックの仕掛け人として、ペット・ショップ・ボーイズなどと仕事をしていた人物である。
「フォー・オン・ザ・フロアー」というドラムマシンによるリズム・パターン、ベース・ライン、スネアドラム・シーケンスなどのハウス・ミュージックの特徴的なサウンドを持つこの楽曲は、当時ようやくシカゴやニューヨークなどの限られた大都市を超えてメインストリームで人気を得て来たハウス・ミュージックの知名度向上に貢献し、その商業的な成功を決定的にさせた作品である。「ヴォーグ」はその後のマドンナの音楽的な進路に大きな影響を与える。シェップ・ペティボーンはその後、『ウルトラ・マドンナ〜グレイテスト・ヒッツ(The Immaculate Collection)』のQ-サウンド・リミックスを担当し、アルバム『エロティカ』でプロデューサーとして全面的に起用される。1990年代のマドンナの音楽性はハウス・ミュージックに始まり、後にエレクトロニカに接近するなど、彼女の音楽はダンス的な要素が増し、よりアンダーグラウンドかつ斬新なサウンドに変遷していくことになる。

## プロモーション・ビデオ
監督はデヴィッド・フィンチャー。白黒にボヤけたような映像で、マニッシュなスーツでセクシーなポーズをとるマドンナ、サビではヴォーギングと呼ばれるゲイのダンサーの間で有名なダンスを無表情のまま披露。その奇抜なインパクトによりマドンナの代表的なダンスとなった事や、世間にヴォーギングが知られるきっかけとなった。

## 収録曲
日本盤 8cm シングル (WPDP-6227)
1. ヴォーグ (シングル・バージョン) - 4:19
2. ヴォーグ (ベティ・デイヴィス・ダブ) - 7:28

ヴォーグ EP
1. ヴォーグ (12インチ・バージョン) - 8:23
2. ヴォーグ (ベティ・デイヴィス・ダブ) - 7:25
3. ヴォーグ (ストライク・ア・ポーズ・ダブ) - 7:36
4. ハンキー・パンキー (ベア・ボトム・シングル・ミックス) - 3:54
5. ハンキー・パンキー (ベア・ボトム・12インチ・ミックス) - 6:36
6. モア - 4:59

デジタル配信
1. ヴォーグ (シングル・バージョン) - 4:19
2. ヴォーグ (12インチ・バージョン) - 8:23
3. ヴォーグ (ベティ・デイヴィス・ダブ) - 7:25
4. ヴォーグ (ストライク・ア・ポーズ・ダブ) - 7:36

## 公式ヴァージョン/リミックス
- Album Version - 4:50
- Single Version - 4:19
- Video Version - 4:50
- Q-Sound Mix/The Immaculate Collection Version - 5:18
- The Immaculate Video Edit - 5:18
- 12" Version - 8:26
- Bette Davis Dub - 7:28
- Strike-A-Pose Dub - 7:36

## チャート
| チャート (1990–1991年)                                     | 最高位 |
| ---------------------------------------------------------- | ------ |
| オーストラリア (ARIA) 「キープ・イット・トゥゲザー」と合算 | 1      |
| オーストリア (Ö3 Austria Top 40)                           | 7      |
| ベルギー (Ultratop 50 Flanders)                            | 2      |
| カナダ シングル小売 (The Record)                           | 1      |
| カナダ トップシングルス (RPM)                              | 1      |
| カナダ アダルト・コンテンポラリー (RPM)                    | 6      |
| カナダ コンテンポラリー・ヒット・ラジオ (The Record)       | 1      |
| カナダ ダンス/アーバン (RPM)                               | 1      |
| デンマーク (IFPI)                                          | 3      |
| ヨーロッパ (European Hot 100 Singles)                      | 1      |
| フィンランド (Suomen virallinen lista)                     | 1      |
| フランス (SNEP)                                            | 9      |
| ドイツ (GfK Entertainment charts)                          | 4      |
| ギリシャ (IFPI)                                            | 1      |
| アイスランド (Íslenski listinn)                            | 2      |
| アイルランド (IRMA)                                        | 2      |
| イタリア (Musica e dischi)                                 | 1      |
| 日本 (オリコン)                                            | 1      |
| オランダ (Dutch Top 40)                                    | 2      |
| オランダ (Single Top 100)                                  | 2      |
| ニュージーランド (Recorded Music NZ)                       | 1      |
| ノルウェー (VG-lista)                                      | 1      |
| ポルトガル (AFP)                                           | 1      |
| ペルー (UPI)                                               | 10     |
| スペイン (AFYVE)                                           | 1      |
| スウェーデン (Sverigetopplistan)                           | 1      |
| スイス (Schweizer Hitparade)                               | 2      |
| UK シングルス (OCC)                                        | 1      |
| US Billboard Hot 100                                       | 1      |
| US Adult Contemporary (Billboard)                          | 23     |
| US Dance Club Songs (Billboard)                            | 1      |
| US Dance Singles Sales (Billboard)                         | 1      |
| US Hot R&B/Hip-Hop Songs (Billboard)                       | 16     |
| US Cashbox Top 100                                         | 1      |
| US Radio & Records CHR & Pop                               | 1      |

| チャート (2009-2010年)                           | 最高位 |
| ------------------------------------------------ | ------ |
| Finland Download (Suomen virallinen latauslista) | 26     |
| UK ダンス (OCC)                                  | 35     |

| チャート (1990年)                         | 順位 |
| ----------------------------------------- | ---- |
| オーストラリア (ARIA)                     | 3    |
| ベルギー (Ultratop 50 Flanders)           | 17   |
| カナダ (RPM)                              | 4    |
| カナダ アダルト・コンテンポラリー (RPM)   | 52   |
| カナダ ダンス/アーバン(RPM)               | 1    |
| ヨーロッパ (European Hot 100 Singles)     | 2    |
| ドイツ (Official German Charts)           | 19   |
| オランダ (Dutch Top 40)                   | 33   |
| オランダ (Single Top 100)                 | 22   |
| ニュージーランド (Recorded Music NZ)      | 3    |
| ノルウェー (VG-lista)                     | 2    |
| スペイン (AFYVE)                          | 2    |
| スイス (Schweizer Hitparade)              | 12   |
| イギリス (OCC)                            | 8    |
| 米国 ビルボードHot100                     | 5    |
| 米国 ダンス・クラブ・ソングス (Billboard) | 12   |
| 米国 キャッシュボックス トップ100シングル | 1    |

| チャート (1990–1999年)          | 順位 |
| ------------------------------- | ---- |
| ベルギー (Ultratop 50 Flanders) | 174  |
| カナダ (Nielsen SoundScan)      | 66   |
| 米国 ビルボード Hot 100         | 93   |

| チャート (1958–2018年)        | 順位 |
| ----------------------------- | ---- |
| 米国 Billboard Hot 100        | 197  |
| 米国 Billboard Hot 100 (女性) | 63   |

## 認定とセールス
| 国/地域                                             | 認定        | 認定/売上数 |
| --------------------------------------------------- | ----------- | ----------- |
| オーストラリア (ARIA)                               | 2× Platinum | 140,000^    |
| カナダ (Music Canada)                               | Platinum    | 100,000^    |
| フランス (SNEP)                                     | Silver      | 200,000*    |
| 日本 (RIAJ)                                         | Gold        | 52,370      |
| ニュージーランド (RMNZ)                             | Gold        | 5,000*      |
| イギリス (BPI)                                      | Gold        | 663,000     |
| アメリカ合衆国 (RIAA)                               | 2× Platinum | 2,000,000^  |
| デジタル                                            |             |             |
| ブラジル (ABPD)                                     | Gold        | 30,000*     |
| 米国                                                |             | 311,000     |
| 概要                                                |             |             |
| 全世界                                              |             | 6,000,000   |
| * 認定のみに基づく売上数 ^ 認定のみに基づく出荷枚数 |             |             |